# Лейден, Джон
Джон Лейден (англ. John Leyden; 8 сентября 1775 — 28 августа 1811) — шотландский учёный-востоковед.

## Биография
Родился в Денхолме недалеко от Хоика в семье пастора, обучение проходил в Эдинбургском университете, учась на священника. Он завершил обучение и в 1798 году получил право проповедовать в Сент-Андрусе, но вскоре осознал, что богословие его совершенно не увлекает.
В 1794 году через Роберта Андерсона он познакомился с доктором Александром Мюрреем, который, вероятно, и заинтересовал его восточными языками; они стали друзьями и «дружественными соперниками» на всю жизнь, хотя Лейден больше преуспел в практическом изучении языков и знакомстве с литературой на них, тогда как Мюррей оставался в большей степени учёным-филологом. Через Андерсона он познакомился также с Ричардом Эбером, помогавшим Вальтеру Скотту, собиравшему материалы для сборника «Песни шотландской границы»; Лейден оказал большую помощь в этой работе, поскольку сам был жителем пограничного региона и относился с большой любовью к шотландским балладам и фольклору. По воспоминаниям Вальтера Скотта, Лейден однажды прошагал 40 миль, чтобы узнать два последних куплета баллады, и вернулся за полночь, всю дорогу распевая их громким и резким голосом к удивлению и ужаса самого Скотта и его семьи.
Лейден также изучал историю географических открытий в Западной Африке (работа Discoveries and Settlements of Europeans in Northern and Western Africa), редактировал трактат XVIII века The Complaynt of Scotland, почти завершил написание поэмы Scenes of Infancy, основанной на традициях Пограничья, и сделал несколько переводов с арабского и персидского языков.
Затем с помощью друзей он сумел получить назначению в Индию в качестве медицинского работника, для чего предварительно в течение года изучал медицину. Отплыв в 1803 году в Мадрас и став сотрудником местной больницы, он вскоре был направлен в качестве натуралиста для изучения Майсура, сумев за четыре года выучить хинди так хорошо, что в 1807 году стал профессором этого языка в Калькутте, а в 1809 году стал чиновником в судебном органе, что тоже требовало знания языка. В 1811 году сопровождал генерал-губернатора Индии графа Минто в его экспедиции на Яву. О его смерти существует легенда: войдя в библиотеку на Яве, где имелось огромное количество древних рукописей, он от перевозбуждения был охвачен «батавской лихорадкой» и умер через три дня, 28 августа 1811 года. Настоящей причиной его смерти была, как считается, малярия или лихорадка денге.